# Villers-en-Prayères
Villers-en-Prayères is een plaats en voormalige gemeente in het Franse departement Aisne in de regio Hauts-de-France en telt 117 inwoners (2009).
De gemeente is op 1 januari 2016 opgeheven en opgegaan in de huidige gemeente Les Septvallons. Deze gemeente maakt deel uit van het arrondissement Soissons.

## Geografie
De oppervlakte van Villers-en-Prayères bedraagt 5,6 km², de bevolkingsdichtheid is dus 20,7 inwoners per km².
De onderstaande kaart toont de ligging van Villers-en-Prayères met de belangrijkste infrastructuur en aangrenzende gemeenten.

## Demografie
Onderstaande figuur toont het verloop van het inwonertal (bron: INSEE-tellingen).
Vanwege een beveiligingsprobleem met de MediaWiki Graph-software is het momenteel niet mogelijk deze grafiek weer te geven. Zodra de software is bijgewerkt zal de grafiek vanzelf weer zichtbaar worden.

## Politiek
Tussen 1953 en zijn dood in 2007 was Jacques Pelletier burgemeester van Villers-en-Prayères. Deze politicus is in 1920 in het dorp geboren. Hij werd verkozen in de Senaat en was ook minister van Ontwikkelingssamenwerking.